# Albino Fernández
Albino Fernández (La Habana, 5 de septiembre de 1921-Buenos Aires, 12 de agosto de 2014) fue un pintor y grabador cubano nacionalizado argentino desde 1950. Además era ciudadano español ya que sus padres eran gallegos.

## Formación académica
Profesor Nacional de Dibujo, Escuela nacional de Bellas Artes, año 1946.

## Maestros
Onofrio Pacenza; Antonio Berni; Horacio Juárez; Lino E. Spilimbergo.

## Docencia
- Profesor en el Instituto Superior de Artes, Universidad de Tucumán y vocal de la Comisión de exposiciones del mismo Instituto, año 1949. Invitado por el Maestro Lino E. Spilimbergo
- Profesor del Instituto Argentino de Artes Gráficas.
- Profesor en la Escuela Nacional de Enseñanza Técnica N.º 121, «Artes Gráficas».
- Profesor en la Escuela Nacional de Artes Visuales «Manuel Belgrano».

## Otros cargos vinculados
- Ex Miembro del Consejo Directivo de las Escuelas Nacionales de Artes Visuales.
- Presidente del Centro Argentino de Grabadores Modernos.
- Miembro del Comité Argentino no Gubernamental de la Asociación Internacional de Artes Plásticas (UNTISCO).
- Miembro del Secretariado Directivo de la Federación Argentina de Artes Visuales.
- Exdirector de las Salas de Exposiciones de la Asociación Estímulo de Bellas Artes.
- Presidente del Club de la Estampa de Buenos Aires. Socio Honorario de la Sociedad Argentina de Artistas Plásticos (SAAP).
- Miembro de APA (Artistas Premiados Argentinos, "Alfonsina Storni")
- Beca honoraria del Instituto de Cultura Hispánica.

## Premios
- Primer Gran Premio Salón Municipal de Buenos Aires, 1955
- Premio Adquisición Salón de Arte Moderno, 1958
- Primer premio de Grabado Salón de Arte de Mar del Plata, 1958
- Segundo premio Salón Nacional, 1957
- Segundo premio de Grabado Salón de Arte de Rosario, 1961
- Tercer premio Salón Nacional, 1955.
- Tercer premio Salón de Arte de Misiones, 1957.
- Tercer premio Salón de Arte de La Plata, 1955.
- Tercer premio Salón de Arte de Tucumán, 1953.
- Premio Adquisición Salón de Arte de Mar del Plata, 1961.
- Premio de la Villa Onsoy (Noruega).

## Jurado
Jurado en Salones Provinciales y Nacionales.

## Exposiciones y muestras
Participa en Salones Nacionales, Provinciales y muestras colectivas desde el año 1947.

### Expositor en representaciones argentinas en el extranjero
Museo de Historia y Arte de Ginebra, 1957. Sala de la Amistad Internacional del Palacio de Bellas Artes, México, 1957. I Bienal de México, 1958. Exposición de la Estampa Argentina, Costa Rica, 1958. V Bienal de San Pablo, 1959. II Bienal de México, 1960. III Muestra Internacional de Xylon, Museo de Allerheiligen Scliafftliausen, Suiza, 1960. VI Bienal de San Pablo, 1961 VI Muestra Internacional de Blanco y Negro, Lugano (Suiza). Arte Contemporáneo Argentino, Museo de Arte Moderno de Río de Janeiro, 1961. Exposición Internacional de Grabados Durban Art Gallery, Durban, Sudáfrica, 1962. «Club La Rábida», Sevilla, 1963. «Casa de América», Granada, 1963. «Casa de Cultura», Málaga, 1963. «Caja de Aliorros», Valladolid, 1963.

### Exposiciones individuales
Galería «Plástica», Buenos Aires, 1954. Galería «Calatea», Buenos Aires, 1960. Galería «Radio Universidad» de La Plata, 1962. Museo de Arte Moderno de Buenos Aires, 1962. «Sala Goya» del Círculo de Bellas Artes, Madrid,1964. «Club de la Estampa de Buenos Aires», 1971. «Centro de Capitanes y Oficiales de la Marina Mercante Argentina», Buenos Aires, 1974. «Galleri Gamlebyen», Fredrikstad, Noruega, 1975. Galería «Palatina», Buenos Aires, 1976. Galería «LS», Buenos Aires, 1979. Galería «Federico Ursomarzo» Archivado el 23 de enero de 2016 en Wayback Machine., Buenos Aires, 1982. Museo Municipal de Artes Visuales de Quilmes, 1982. Galería «Federico Ursomarzo», Buenos Aires, 1984. Galería «Altos de Sarmiento», Buenos Aires, 1986. Honorable Concejo Deliberante de la Ciudad de Buenos Aires, 1989. «Galería Soudan», Buenos Aires, 1991. Museo Nacional del Grabado, Buenos Aires, 1995. Museo de Bellas Artes «Dr. Pedro E. Martínez», Entre Ríos, 1997. Centro Cultural Recoleta, Buenos Aires, 2001. «Galería Encuentro», Buenos Aires, 2006.

### Principales exposiciones colectivas de Grabados en las que participó
«Monocopias de artistas argentinos». Galería «Plástica», 1954. «Grabadores modernos». Asociación Estímulo de Bellas Artes, 1956. «8 Grabadores», Municipalidad de Lomas de Zamora, 1956. «Grabadores de París y Argentinos», Dirección del Museo de Artes Plásticas «Eduardo Sívori», 1956. «8 Grabadores», Galería «Los Independientes», 1956. «El grabado artístico en la Argentina», Salón Gath y Chaves, 1957. «Grabadores Argentinos», Sociedad Hebraica Argentina, 1957. «Grabadores Argentinos», Centro Naval, 1957. «Estampa Argentina», Com. de Cultura Municipalidad de Coronel Dorrego, 1957. «Muestra del Grabado Argentino», Dep. de Cultura de La Pampa, 1957. «Primer Salón del Centro Argentino de Grabadores Modernos», Peuser, 1958. «Salón Blanco y Negro», Asociación Estímulo de Bellas Artes, 1958. «Centro Argentino de Grabadores Modernos», Galería Heroica, 1959. «Primer Certamen Latinoamericáno de Xilografía Plástica», 1960. «5 Grabadores», Galería Los Independientes, 1962. «Grabado Argentino de Hoy», Sala «Ernesto de la Cárcova», 1962. «Grabado Argentino», Museo de Avellaneda, 1962. «5 Grabadores», Biblioteca Popular de Barracas, 1962. «5 Grabadores», Asociación «Ver y Estimar», 1962. «Arte de América y España», Madrid-Barcelona, 1963. «Recordando a Américo Balan», (con Alfredo De Vincenzo), Galería Altos de Sarmiento, Buenos Aires, 1987.

## Trabajo editorial
Participa como editor artístico en la Revista Planetaria de poesía “Cormorán y Delfín” en todos sus números.
Editor artístico en las Ediciones Dead Weight, los cuales eran libros de difusión de arte plástica y poesía. Entre ellos, ilustró él mismo el libro "Poesía 1957-1966" del crítico, poeta y amigo Rafael Squirru. 
Editor en la colección La Barca Gráfica. Los cuales eran libros de difusión de arte plástica y poesía.
Creador de “Albino y Asociados Editores”. Esta editorial es la única en la Argentina, que obtuvo los derechos de autor para publicar la obra del gran escritor Ramón Gómez de la Serna. Cuyos libros fueron editados con ilustraciones originales de artistas plásticos como: Víctor Rebuffo; Luis Seoane; José Moraña; Carlos Tordallardona; Américo Balán; Norberto Onofrio. Así mismo, publicó ediciones sobre la obra de Antonio Berni; Luis Seoane; Guillermo Roux y Carlos Filevich.
Fue un gran amigo personal de Luis Seoane con quien se encontraba en su casa asiduamente hasta sus últimos días y luego ayudó a su señora esposa, Maruja, hasta que emprendió su viaje de regresó a La Coruña, donde nació la Fundación Luis Seoane.

## Club de la Estampa de Buenos Aires

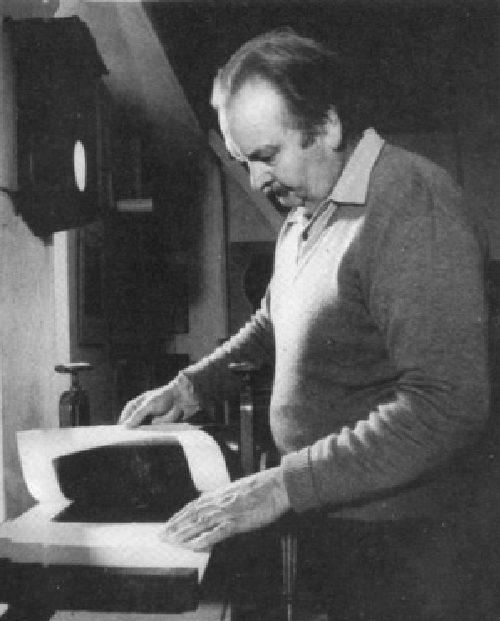
Albino Fernández xilografo

En abril de 1966 inicia sus actividades el Club de la Estampa de Buenos Aires, una asociación de grabadores argentinos (en su mayoría xilógrafos), con una muestra homenaje a Facio Hebequer en la Galería PROAR. Albino Fernández fue el principal impulsor en la constitución del Club. Los propósitos del Club de la Estampa eran los de nuclear a los artistas grabadores del país, difundir el desarrollo del grabado a través de muestras y jerarquizar la disciplina. Realizó intercambio de exposiciones con otros países y editó mensualmente una estampa destinada a los socios, impresa con tacos o planchas originales y numerada y firmada por el autor. La primera estampa de la serie correspondió a Adolfo Bellocq. En 1968 el Club organizó la Primera Bienal Internacional de Grabado en las salas de Art Gallery International, con la participación de cerca de cincuenta países. En 1970 el Club organizó la Segunda Bienal Internacional de Grabado en las salas de Art Gallery International. En 1972 el Club organizó la Tercera Bienal Internacional de Grabado en las salas del Museo de Artes Plásticas Eduardo Sívori.

## Donaciones
De obra propia: Obras en: Colección Acquaroiie, Colección Meltzer (Costa Rica). Museo Municipal «Eduardo Sívori», de Buenos Aires. Museo de Bellas Artes de La Plata. Museo de Bellas Artes de Tucumán. Museo de Bellas Artes de Rosario. Museo de Bellas Artes de La Pampa. Museo de Arte Moderno de Buenos Aires. Museo de Bellas Artes de Málaga (España). Casa de las Américas (Cuba)